# Popłyniemy daleko
Popłyniemy daleko är debutalbumet av den polska sångaren Alexandra. Det gavs ut den 3 februari 2012 och innehåller 12 låtar.

## Låtlista
| Nr  | Titel                         | Längd |
| --- | ----------------------------- | ----- |
| 1.  | Nie będę Twoja                | 3:23  |
| 2.  | Popłyniemy daleko             | 3:29  |
| 3.  | Mówisz mi, że przepraszasz    | 4:27  |
| 4.  | Zawsze będziesz w moich snach | 3:18  |
| 5.  | Moje oczy są niebieskie       | 3:30  |
| 6.  | Czy pamiętasz jak...          | 3:42  |
| 7.  | W Twych ramionach jestem znów | 3:14  |
| 8.  | Ile jeszcze czasu?            | 3:20  |
| 9.  | Na ile wyceniasz mnie?        | 3:00  |
| 10. | Zasypana śniegiem zima        | 2:21  |
| 11. | Zawsze będziesz w moich snach | 3:08  |
| 12. | Popłyniemy daleko             | 3:39  |

Spår 12 är en akustisk version.

## Listplaceringar
| Lista | Topplacering |
| ----- | ------------ |
| Polen | 15           |